# Wer weiß, wie nahe mir mein Ende?, BWV 27
Wer weiß, wie nahe mir mein Ende?, BWV 27 (¿Quién sabe cuán cerca está mi fin?) es una cantata de iglesia escrita por Johann Sebastian Bach en Leipzig para el decimosexto domingo después de la Trinidad. Fue estrenada el 6 de octubre de 1726.

## Historia
Bach compuso esta obra durante su cuarto año como Thomaskantor en Leipzig para el decimosexto domingo después de la Trinidad. Forma parte de su tercer ciclo anual de cantatas corales y fue interpretada por primera vez el 6 de octubre de 1726.

## Análisis

### Texto
Las lecturas establecidas para ese día eran de la epístola a los efesios, la oración para el fortalecimiento de la fe en la congregación de Éfeso (Efesios 3:13-21), y del evangelio según San Lucas, la resurrección del hijo de la viuda de Naín (Lucas 7:11-17).
Un poeta desconocido incluyó en el movimiento 1 la primera estrofa del coral escrito por Ämilie Juliane von Schwarzburg-Rudolstadt y lo concluyó con la primera estrofa del himno «Welt ade! ich bin dein müde» escrito por Johann Georg Albinus. El tema del coral «Wer nur den lieben Gott läßt walten» (Zahn 2778) fue documentado por primera vez por Georg Neumark en Jena; sin embargo, la melodía probablemente se remonta a Kiel, 1641. La armonización a cinco voces (SSATB) del coral de cierre «Welt, ade! ich bin dein müde» no es obra de Bach, sino de Johann Rosenmüller (publicada por primera vez por Johann Quirsfeld en Geistliche Harffen-Klang, Leipzig, 1679).

### Instrumentación
La obra está escrita para cuatro solistas vocales (soprano, alto, tenor y bajo) y un coro a cuatro voces; trompa, tres oboes, oboe da caccia, órgano, dos violines, viola y bajo continuo.

### Estructura
Consta de seis movimientos.
1. Coro y recitativo (soprano, alto, tenor): Wer weiß, wie nahe mir mein Ende? – Das weiß der liebe Gott allein
2. Recitativo (tenor): Mein Leben hat kein ander Ziel
3. Aria (alto): Willkommen! will ich sagen
4. Recitativo (soprano): Ach, wer doch schon im Himmel wär
5. Aria (bajo): Gute Nacht, du Weltgetümmel
6. Coral: Welt, ade! ich bin dein müde

El primer movimiento de esta cantata es «casi tan trágica como es posible». Está en una tonalidad menor y rápidamente suena una fuerte disonancia entre la frase del oboe y el continuo. Los descensos arpegiados de la cuerda subrayan los «lamentos de los condenados», representados por los oboes. Después del ritornello inicial, las líneas vocales se alternan entre la presentación por parte del coro y de los solistas de las frases del coral, teniendo cada voz (excepto el bajo) una línea en arioso.
Un recitativo para tenor conduce a una «sombría» aria para alto acompañado por un oboe da caccia. El cromatismo contribuye a reflejar las «sombras fugaces» de la acogida de la muerte. La parte de acompañamiento del teclado históricamente ha sido tocada, ya sea por clave u órgano. El oboe obbligato transmite una serie de ideas distintas: danza, suspiro y descenso «casi trágico».
El recitativo para soprano hace uso de figuralismos y armonías de acordes sostenidos para situar al oyente en el cielo. El aria para bajo combina dos sentimientos contrastantes: despedida y agitación. El emparejamiento repetido del «tema de la despedida – tema del tumulto» se mantiene a través del ritornello inicial y de la línea vocal, rompiéndose únicamente con la conclusión sobre el tema de la despedida solo.
El coral final incluye dos partes de soprano y es estilísticamente una reminiscencia del madrigal inglés.

## Discografía selecta
De esta pieza se han realizado una serie de grabaciones entre las que destacan las siguientes.
- 1966 – J.S. Bach: Kantaten BWV 27, 118, 158, 59. Jürgen Jürgens, Monteverdi Choir, Leonhardt-Consort (Telefunken)
- 1960 – Bach Kantaten, Vol. 1: BWV 190a, 84, 89, 27. Diethard Hellmann, Bachchor und Bachorchester Mainz (DdM Mitterteich)
- 1977 – Bach Cantatas Vol. 4. Karl Richter, Münchener Bach-Chor, Münchener Bach-Orchester (Archiv Produktion)
- 1982 – Die Bach Kantate Vol. 51 BWV 99, 8, 27, 48. Helmuth Rilling, Gächinger Kantorei, Bach-Collegium Stuttgart (Hänssler)
- 1999 – Bach Edition Vol. 11: Cantatas Vol. 5. Pieter Jan Leusink, Holland Boys Choir, Netherlands Bach Collegium (Brilliant Classics)
- 2000 – Bach Cantatas Vol. 8. John Eliot Gardiner, Monteverdi Choir, English Baroque Soloists (Soli Deo Gloria)
- 2000 – J.S. Bach: Complete Cantatas Vol. 16. Ton Koopman, Amsterdam Baroque Orchestra & Choir (Antoine Marchand)
- 2007 – J.S. Bach: Christus, der ist mein Leben, Cantates BWV 27, 84, 95 & 161. Philippe Herreweghe, Collegium Vocale Gent (Harmonia Mundi France)
- 2010 – J.S. Bach: Cantatas Vol. 47 BWV 27, 36, 47. Masaaki Suzuki, Bach Collegium Japan, Yukari Nonoshita, Daniel Taylor, Makoto Sakurada, Peter Kooy (BIS)